# Jean-François Bédénik
Jean-François Bédénik (* 20. November 1978, in Seclin, Frankreich) ist ein französischer ehemaliger Fußballtorwart.

## Karriere
Jean-François Bédénik spielte früher in den französischen Clubs RC Lens, Valenciennes FC und Le Mans FC, bevor er dann 2004 in die Schweiz, nach Neuchâtel Xamax wechselte. 2006 wechselte er nach Griechenland zu Ionikos Nikea. Nur ein Jahr später wechselte er wieder in die Heimat. Diesmal zu US Boulogne. 2010 kehrte er dann wieder zurück zu Neuchâtel Xamax. Sein zweites Engagement bei Xamax endete im Januar 2012, nachdem Xamax zunächst die Lizenz entzogen worden war und der Klub wenig später Konkurs anmeldete.